# Pectinodrilus tempestatis
Pectinodrilus tempestatis är en ringmaskart som först beskrevs av Baker 1981.  Pectinodrilus tempestatis ingår i släktet Pectinodrilus och familjen glattmaskar. Inga underarter finns listade i Catalogue of Life.